# خاندان ساتومی
خاندان ساتومی (به ژاپنی: 里見氏 Satomi-shi) یکی از خاندان‌های ژاپنی در دوره سنگوکو (۱۴۶۷–۱۵۷۳) و اوایل دوره ادو بود.